# Pavillon Dansant
Le Pavillon Dansant, Carrousel Volant ou Krinoline, est un type d'attraction, inspiré de l'armature métallique des robes crinoline. L'attraction existe en version foraine et en version fixe.

## Origine
L'attraction a été conçue dans les années 1890. L'attraction était actionnée par la force humaine à l'époque. À partir de 1909, les premiers modèles sont alimentés et fonctionnent grâce à l'électricité. La première attraction de ce type est apparue à l'Oktoberfest de Munich en 1924,. Aujourd'hui encore, l'attraction est tenue à l'Oktoberfest par la famille Niederländer.

## Attractions de ce type
- Buddel-Tanz à Belantis de Gerstlauer (2012, ancien Tanzender Pavillon à Holiday Park)
- Huvimaka-Karuselli à Särkänniemi de Gerstlauer
- Krinoline à Skyline Park de Gerstlauer (2007)
- Krinoline à Walygator Parc de Gerstlauer (2011)
- Sky Dancing à Everland Resort de Gerstlauer
- Tanzender Pavillon à Holiday Park de Gerstlauer[5] (1994 à 2011)
- Tanzender Pavillon à Discovery World de Gerstlauer

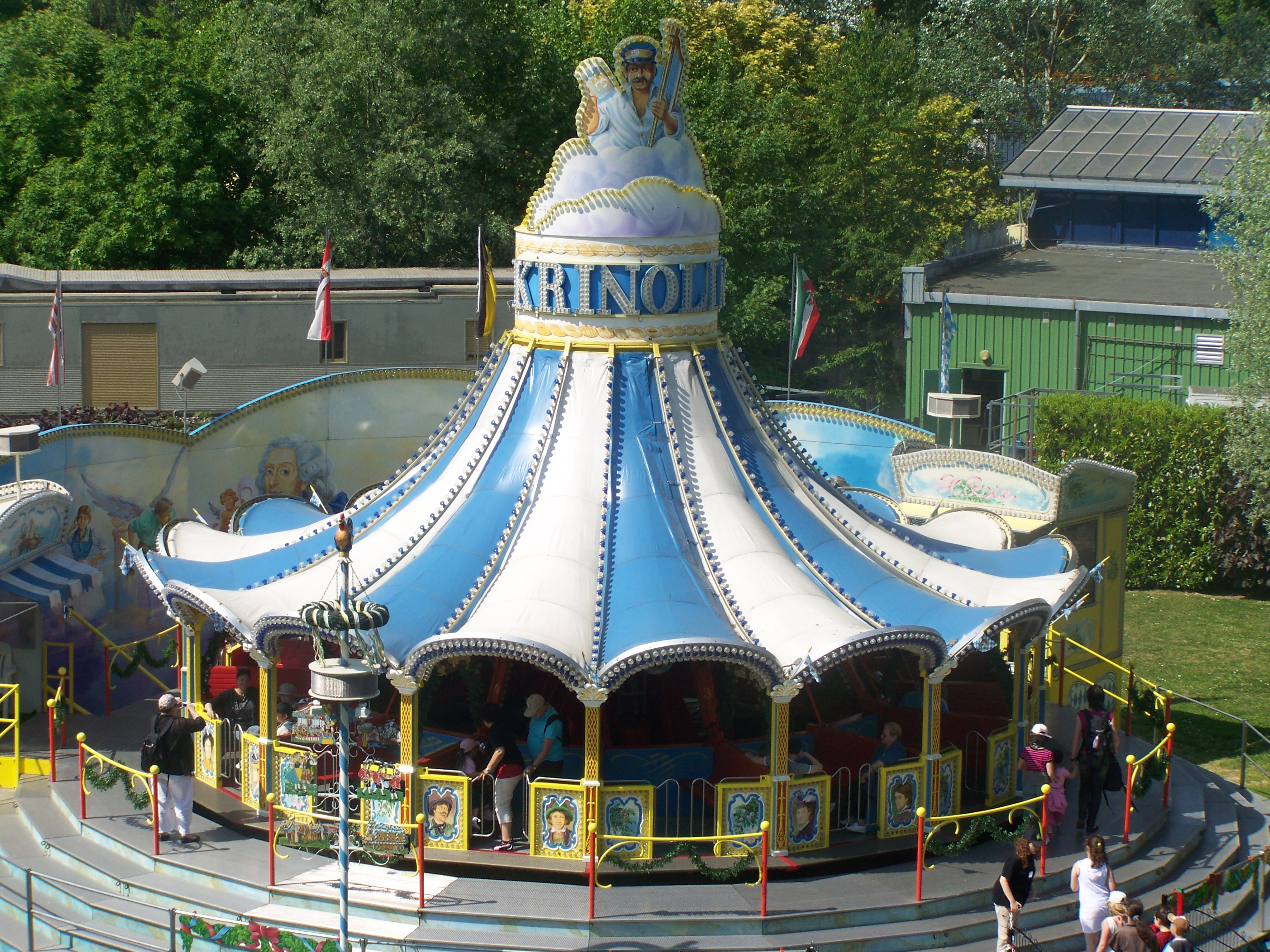
La Krinoline de type foraine a Walygator Parc.
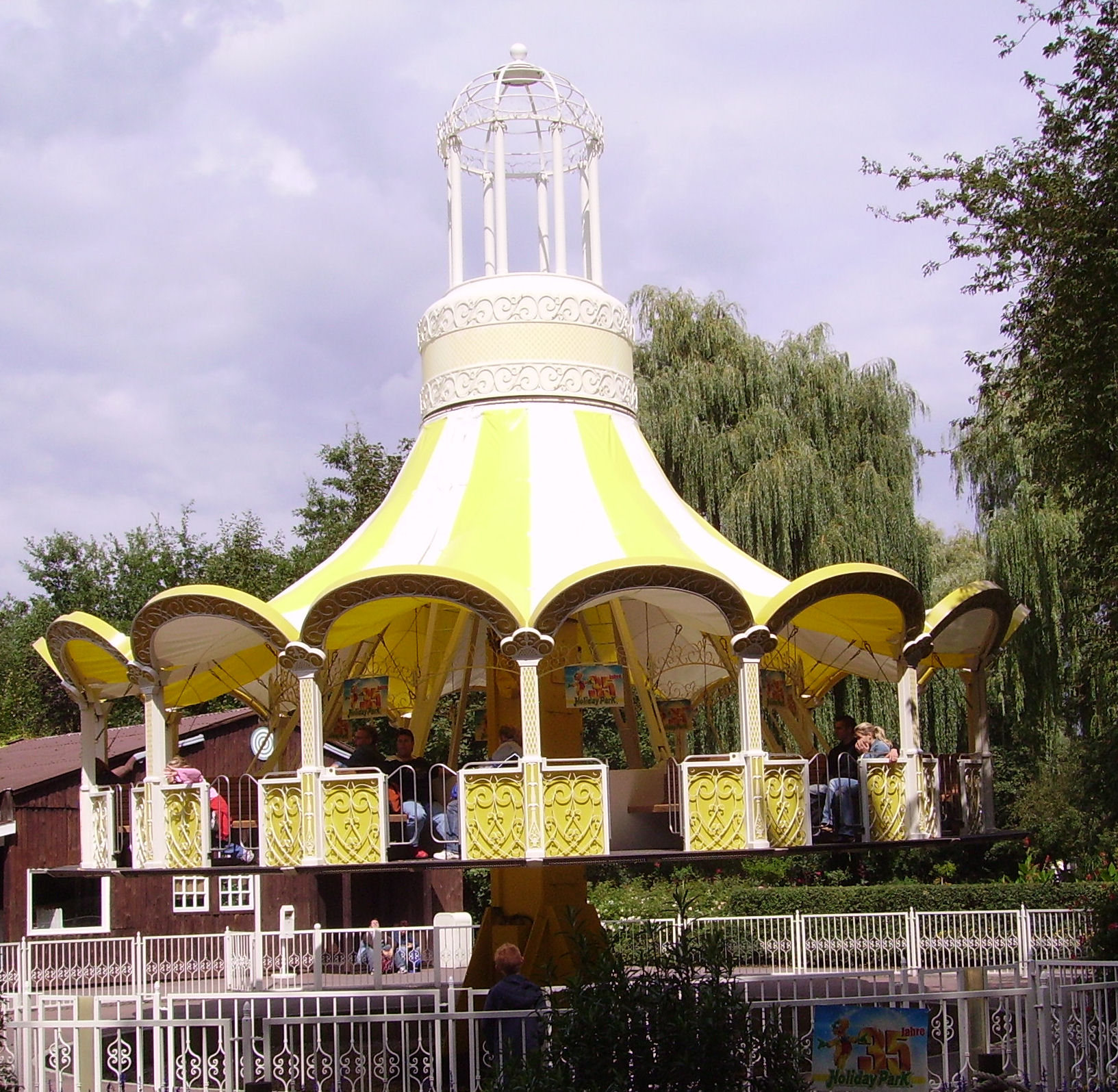
Tanzender Pavillon à Holiday Park.